# Rico Steinmann
Richard Steinmann detto Rico (Karl-Marx-Stadt, 26 dicembre 1967) è un ex calciatore tedesco orientale dal 1990 tedesco, di ruolo centrocampista.